# Sterk Helmes

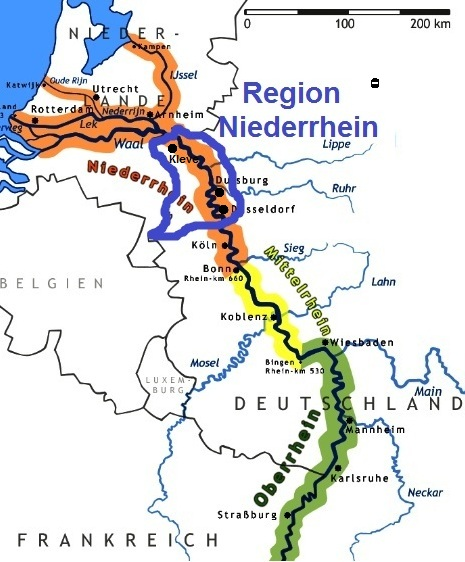
Flusslauf des Rheins und die Region Niederrhein

Sterk Helmes (auch Stärk Helmes, Stärk Hermen oder ähnlich genannt), ein aus der kleverländischen und ripuarischen Mundart stammender Begriff, wird im Rheinland, insbesondere am Niederrhein in unterschiedlicher Bedeutung angewendet, allerdings immer abgeleitet von der
Sagengestalt eines „Starken Helden“, über den es eine reichhaltige regionale Literatur gibt. So wird im Volksmund in Redewendungen eine Person abwertend als Sterk Helmes bezeichnet, die sich großspurig gibt und mit angeblichen Kräften prahlt. Weiterhin gibt es in der Stadt Straelen (Niederrhein) ein Ritterdenkmal aus dem Jahre 1468 mit der Bezeichnung Sterk Helmes.

## Sagengestalt
Die Sagen handeln stets von einem „Starken Kerl“ mit erstaunlichen Kräften, der das unterdrückte Volk gegen seine Feinde verteidigt. Der 1996 verstorbene Schriftsteller und Erzählforscher Fritz Meyers hat dazu Studien betrieben, die er u. a. in seinem Buch Riesen und Zwerge am Niederrhein – Ihre Spuren in Sage, Märchen, Geschichte und Kunst erklärt. Zu den mit „Sterk Helmes“ bezeichneten Figuren schreibt er :
- „…handelt es sich um Menschen von außergewöhnlicher Größe, Kraft und Mut, welche oft als Krieger, hin und wieder als Bürger und Bauern auftreten.“

Im Vordergrund seiner Schilderungen stehen dabei die Geschichten vom Stärk Helmes von der Maas, erstmals veröffentlicht von Leo Sels und in etwas abgewandelter Form von Paul Zaunert.
Der Held lebt zur Römerzeit zwischen Rhein und Maas. Die Bevölkerung wird von den Eindringlingen zur Fronarbeit gezwungen. Der schon als Kind mit außergewöhnlichen Kräften ausgestattete Helmes gerät ebenfalls in den Dienst der Römer, die seine Gutmütigkeit und Ungeschlachtheit aber unterschätzen. Nach Episoden als Feldknecht, Schmied und Baumfäller durchschaut Helmes aber die Hinterlist seiner Dienstherren und setzt seine ganze Kraft gegen die Fremden ein. So vertreibt er schließlich die Römer vom Niederrhein.
Fritz Meyers hält es für möglich, dass im Gedankengut der Bevölkerung Wesenszüge des Cheruskerfürsten Arminius – der im Jahre 9 n. Chr. in der Varusschlacht gegen die Römer kämpfte – auf die Sagenfigur des Sterk Helmes projiziert wurden.
In einem Moerser Kinderlied vom linken Niederrhein heißt es:
- „Härmen schlohn Lärm aan, de Kajser wel koomen met Piepen on Trommen on Stangen on well Härmen fangen on hangen!“

„Härmen schlag Lärm, der Kaiser wird kommen mit Pfeifen und Trommeln und Stangen und will Härmen fangen und hängen!“
Aus Rees am rechten Niederrhein ist die Sage vom Ritter Stark Harmen und dem störrischen Pferd überliefert:
- „Harmen schow dat Peärt die Kaar vor de Kont on es dat merkden dat et Hölp hoat, trokk et met pläsier dä Wagen op de Kant!“

„ Harmen schob dem Pferd die Karre vor den Hintern und als dieses merkte, dass es Hilfe bekam, zog es mit Freude den Wagen auf die Kante (den Steilhang)“.
Fritz Meyers, wie auch der Autor Paul Therstappen (in seinem 1940 veröffentlichten Buch Legenden und Mären zwischen Rhein und Maas), weisen auf Ähnlichkeiten zwischen der Gestalt des Sterk Helmes und dem germanischen Donnergott Donar (Thor) hin, in einem auf Bauern-Anekdoten von der Schwalm basierenden Gedicht als Thuner vorkommend.
Der Autor Paul Zaunert erklärt in seinem Vorwort zu den von ihm 1925 herausgegebenen Rheinland Sagen:
- „Zum Symbol unverwüstlicher rheinischer Lebenskraft ist mir der starke Helmes geworden, den ich daher unter die ersten niederrheinischen Sagen setze: ein Kerl, nicht totzukriegen“.

Außer Fritz Meyers, Paul Zaunert und Paul Therstappen haben sich eine Reihe weiterer Autoren mit der Sagengestalt des Sterk Helmes befasst, darunter Gottfried Henßen, Erich Bockemühl, M. Pauly und Wilhelm Bodens.

## Redewendung
Wenn sich jemand wie „Sterk Helmes“ oder „Stärk Härmen“ gebärdet, dann wird er als Angeber oder Kraftmeier bezeichnet. Das 2003 von Herbert Ackermann in Krefeld publizierte Grefrather Mundartwörterbuch beschreibt die Redewendungen um Sterk Helmes so:
- Schtärkhälmes:

„Kraftmeier, Kraftprotz“
ironisch auch: „Schwächling“; Person die mit ihrer Stärke prahlt
- „Dä Schtärkhälmes, dä ös jaar niet te reejele; Öjen Händrek, dä Schtärkhälmes, dä koos noch need ens ene Sok Eärpel alään op de Kaar büüre!“

„Der Sterkhelmes, der ist ja gar nicht zu regeln (zu bändigen); Euer Heinrich, dieser Stärkhelmes, der konnte nicht mal einen Sack Kartoffeln alleine auf die Karre heben!“
Das 1928 in Bonn von Josef Müller herausgegebene und inzwischen von der Universität Trier online im Internet publizierte Rheinische Wörterbuch erklärt die Begriffe Helmes und Hermen / Hermes / Hermel wie folgt:
- Helmes:

1. Kurzform für Wilhelm
2. übertragen: „ene stärke Helmes“: starker Mensch („zurückgehend auf den Grafen Wilhelm II. von Jülich, von dessen riesiger Körperkraft Sagen vom starken Helmes im Volke umgehen.“)
- Hermes (auch Hermel):

1. „ene stärke Hermes“ („ein besonders starker Mann“)
2. „de starke Hermel“ („...der sieben Jahre seiner Mutter Brust gesogen u. davon so gross u. stark geworden war, dass er die Fremden, bei denen er zur Frohne ging, aus dem Lande gejagt hat.“)

## Ritterfigur

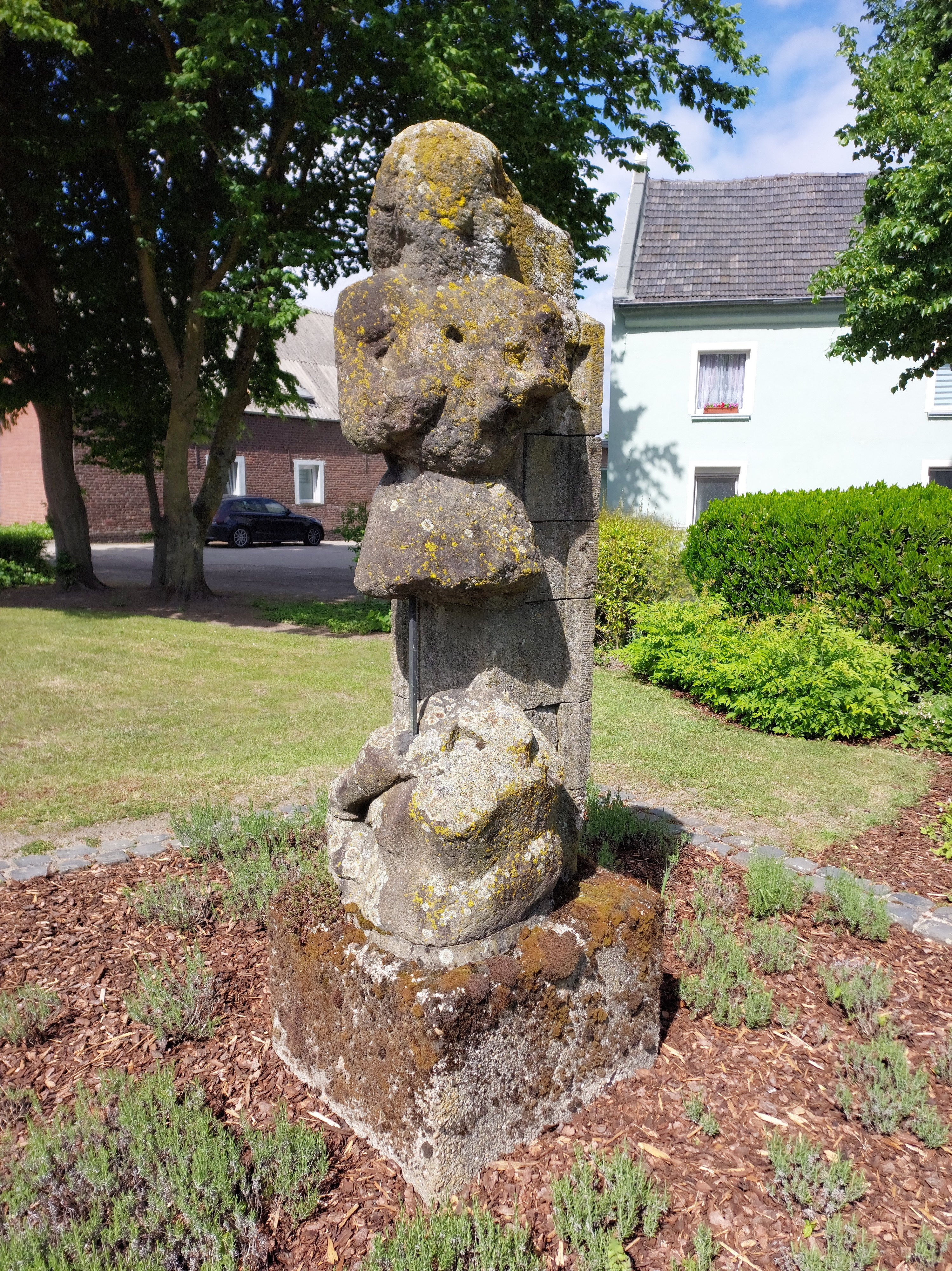
„Sterk Helmes“, Ritterfigur aus dem Jahre 1468

Ein Ritterdenkmal mit der Bezeichnung „Sterk Helmes“ gibt es in Straelen (Niederrhein). Im Jahre 1463 ließ der Gelderner Herzog Adolf nach der gegen seinen Widersacher Herzog Johann I. von Kleve gewonnenen Schlacht von Straelen ein in Stein gehauenes Ritterdenkmal errichten, das – in Anlehnung an die Sagengestalt – von der Bevölkerung Sterk Helmes genannt wird.
- Der Straelener Historiker Bernhard Keuck schreibt dazu:[9]

„So ist zu vermuten, dass die Figur einen getreuen Kampfgefährten des Geldernschen Herzoges darstellt, der in der Schlacht gefallen ist, wahrscheinlich Matthias von Eyell, den letzten Bannerträger. Andere Historiker halten es für möglich, dass sie den Herzog selbst darstellt.“
Um diese Straelener Ritterfigur rankt sich eine Geschichte:
- Als die Marienprozessionen zum Wallfahrtsort Kevelaer aufkamen und am Kloster Mariensande mit dem davor knienden Ritter vorbeizogen, machten es sich die mitziehenden jungen Mädchen zur Gewohnheit, dem Sterk Helmes einen Kuss auf den steinernen Mund zu drücken in der Hoffnung, sein Mythos werde sie vor Belästigungen und Überfällen schützen oder auch ihnen bald einen Mann bescheren.
- Der Mund des Ritters wurde von Straelener Burschen mitunter mit aufgeschmierter Brombeermarmelade versüßt. Damit dieser Brauch nicht vom Wallfahrtsgedanken ablenkte, wurde die Figur irgendwann vergraben, später aber wieder ans Tageslicht befördert, wo man sie heute wieder betrachten kann.

## Fassungen
- Erich Bockemühl: Der starke Helmes, in: Niederrheinische Sagen, Märchen und Legenden–Das goldene Spinnrad. Mercator Verlag, Duisburg 1960, ISBN 3-87463-075-7, S. 117.
- Dr. Paul Zaunert, Erich Bockemühl (Hrsg.): Sterk-Helmus, in: Niederrheinisches Sagenbuch. Aug. Steiger Verlag, Moers 1930, S. 195–200.
- Wilhelm Bodens: Stark Harmes und Stark Hermes, in: Sage, Märchen und Schwank vom Niederrhein. Ludwig Röhrscheid Verlag, Bonn 1936.
- Gottfried Henßen: Der Starke Hermel, in: Volk am ewigen Strom, Westdeutsche Verlags- und Vertriebsgesellschaft, Essen 1935, S. 7.
- Fritz Meyers: Stärk Helmes von der Maas, in: Die schönsten Sagen vom Niederrhein. Verlag Peter Pomp, Essen 1985, ISBN 3-89355-026-7, S. 12.
- M. Pauly: Sterk Hermel, in: Perlen aus dem Sagenschatze des Rheinlandes. Verlag J. P. Bachem, Köln 1914.
- Paul Therstappen: Sterk Helmes Gedicht auf Thuner, in: Legenden und Mären zwischen Rhein und Maas. Verlag Heinrich Hollands, Aachen 1940.
- Paul Zaunert (Hrsg.): Rheinland Sagen. 1. Band: Niederrhein bis Köln (Rheinfränkische Stammeskunde). Verlag Diederichs, Jena 1925.